# Kristin Brinker

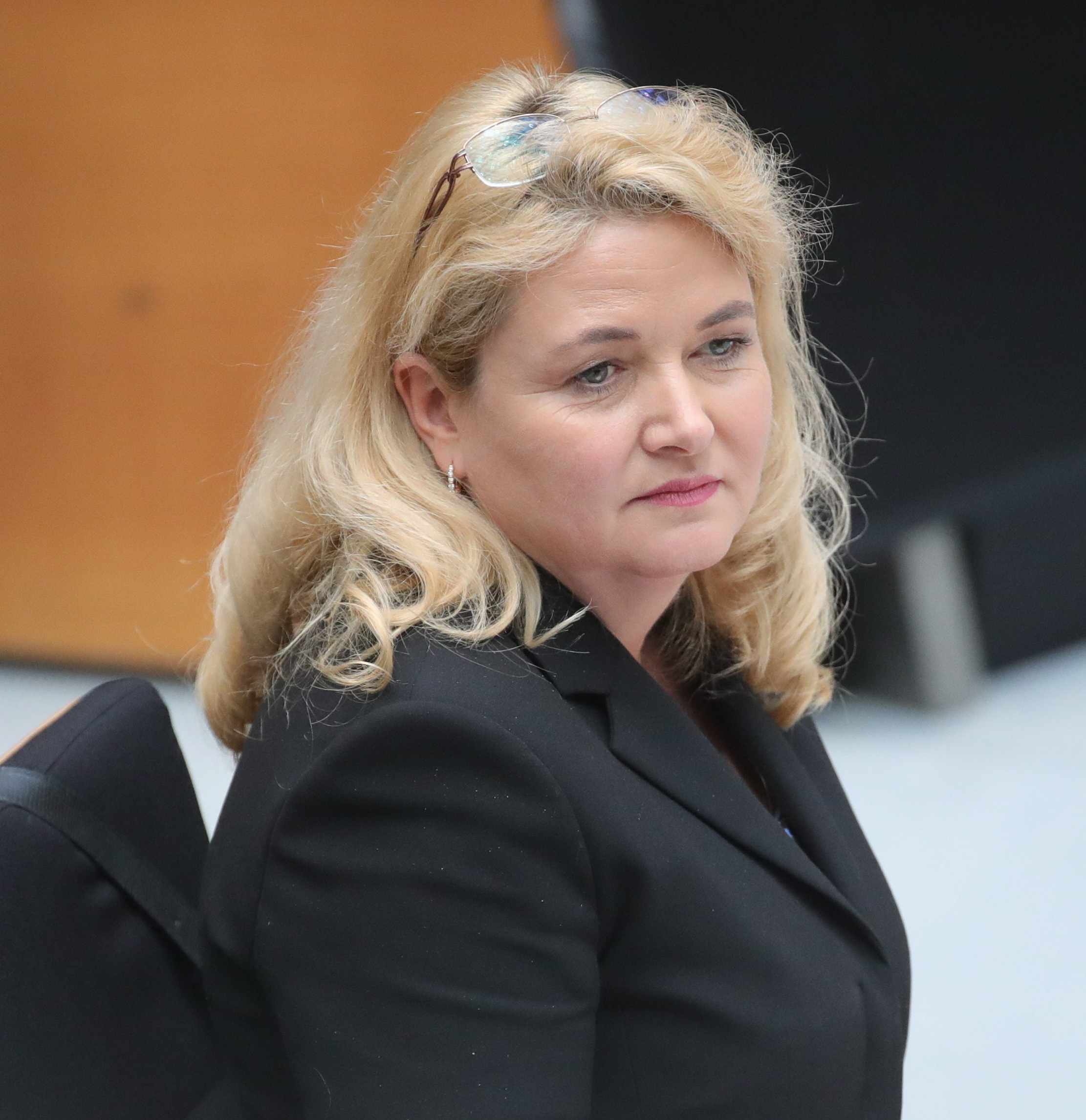
Kristin Brinker, 2023

Kristin Brinker (* 6. April 1972 in Bernburg) ist eine deutsche Politikerin (AfD). Seit 2016 ist Brinker Abgeordnete im Berliner Abgeordnetenhaus. Seit März 2021 ist sie Landesvorsitzende der Berliner AfD. Für die Abgeordnetenhauswahl 2021 und die Wiederholungswahl 2023 wurde sie zur Spitzenkandidatin gewählt. Seit September 2021 ist sie Fraktionsvorsitzende.

## Leben und Ausbildung
Kristin Brinker wurde 1972 in Bernburg geboren und wuchs nach eigenen Angaben wohlbehütet und als klassisches Arbeiterkind der DDR auf. Nach dem 1990 bestandenen Abitur arbeitete sie als Anlageberaterin bei der Berliner Volksbank und absolvierte eine Ausbildung zur genossenschaftlichen Bankkauffrau.
Brinker studierte von 1994 bis 1999 Architektur auf Diplom an der Technischen Universität Berlin, ihre Diplomarbeit behandelte das Thema der Umwandlung von Bestandswohnungen in altengerechten Wohnraum. Im August 2005 wurde sie an der Technischen Universität ebenfalls im Bereich Architektur mit einer Dissertation zum Thema „Das Bild vom Alter und dessen Einfluss auf die Wohnformen für ältere Menschen im 20. Jahrhundert in Deutschland – Eine gesellschaftspolitische und gebäudetypologische Untersuchung“ promoviert.
Seit 2000 arbeitet Brinker als Selbständige im Bereich Hausverwaltungen/Objekt- und Baubetreuung. Seit 1996 ist Brinker mit dem ehemaligen Landeschef der Berliner AfD, Günter Brinker, verheiratet.

## Politischer Werdegang

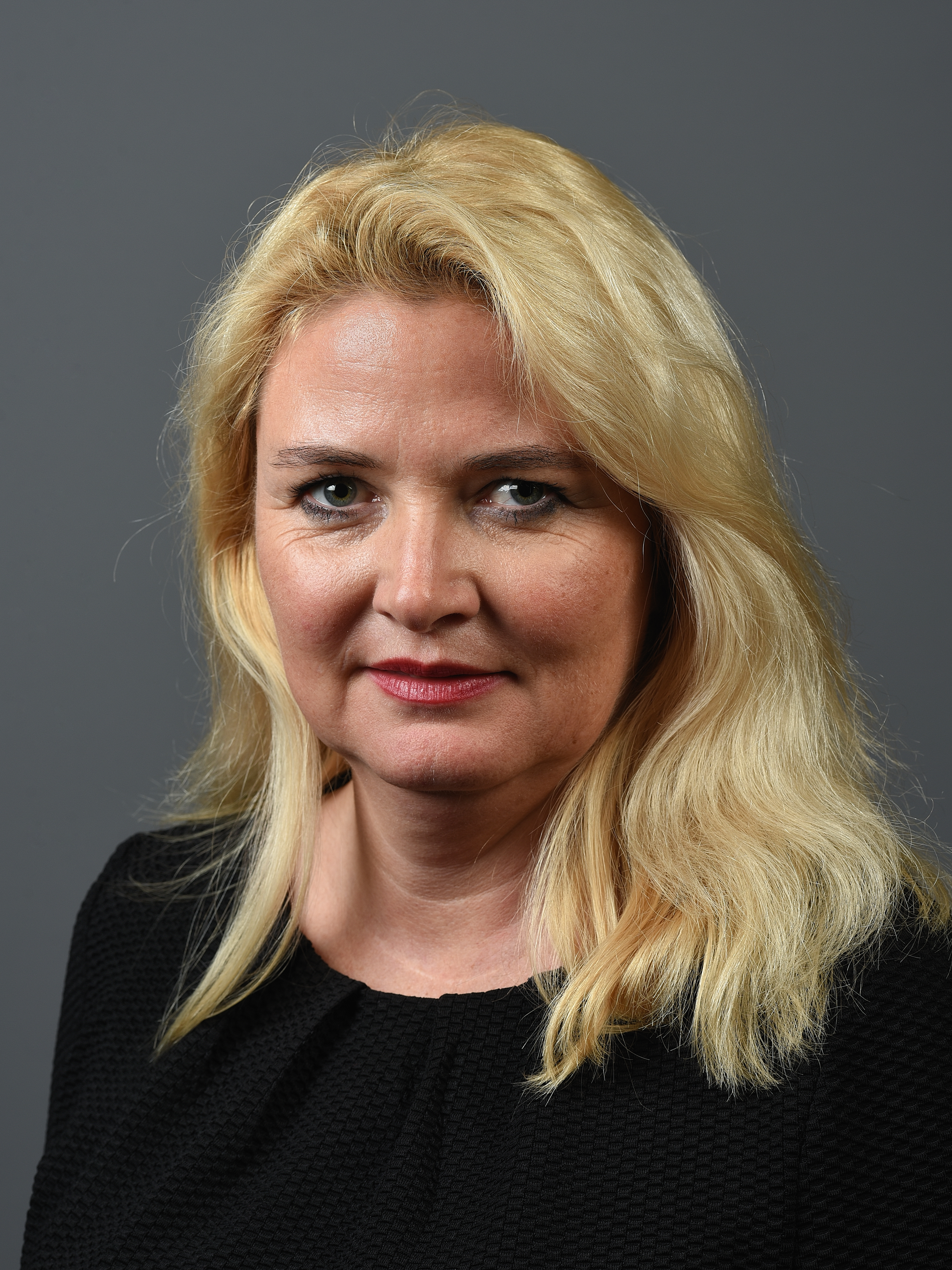
Kristin Brinker, 2017

Kristin Brinker trat im Frühjahr 2013 der Partei Alternative für Deutschland bei. Brinker gilt als Teil des „liberaleren Spektrums der AfD“ und war nach Medienberichten vor allem „wegen der Kritik an der Euro-Rettungspolitik“ in die Partei eingetreten. Brinker gilt innerhalb des Berliner Landesverbandes der AfD als gut vernetzt, sie ist Mitglied im Kreisverband Steglitz-Zehlendorf. Im Gegensatz zu stark provozierenden Parteikollegen wird Brinker ein „sanfter, bürgerlicher Auftritt“ attestiert. Sie gilt als „bürgernah“, wird im Straßenwahlkampf zugleich als zurückhaltend beschrieben.
Bei der Berliner Abgeordnetenhauswahl im September 2016 zog Brinker über den Listenplatz 6 der AfD in das Abgeordnetenhaus ein. Brinker ist Mitglied im Hauptausschuss des Abgeordnetenhauses und wurde zur stellvertretenden Vorsitzenden der Abgeordnetenhausfraktion der AfD gewählt.
Am 11. August 2020 trat Brinker von ihrem Amt als stellvertretende Vorsitzende der AfD-Fraktion in Berlin zurück. Sie reagierte damit auf die Rücknahme eines Fraktionsbeschlusses, mit dem die Verantwortung für die Fraktionsfinanzen dem Parlamentarischen Geschäftsführer Frank-Christian Hansel entzogen und in die Hände des Fraktionsgeschäftsführers gelegt werden sollte.
Auf dem Parteitag der AfD Berlin am 13. März 2021 in Paaren im Glien wurde Kristin Brinker zur Berliner Landesvorsitzenden gewählt. Sie setzte sich im vierten Wahlgang mit 122 : 120 Stimmen gegen Beatrix von Storch durch. Dabei wurde sie auch von Vertretern des offiziell aufgelösten, rechtsextremen „Flügels“ unterstützt. Laut Franziska Hoppen (RBB) lässt Brinker „radikale Kräfte in ihrer Partei gewähren – und nutzt sie für sich.“
Bei der Abgeordnetenhauswahl 2021 zog sie als Spitzenkandidatin erneut ins Abgeordnetenhaus ein und übernahm den Vorsitz der AfD-Fraktion. Bei der Wiederholungswahl 2023 konnte sie ihren Sitz im Abgeordnetenhaus verteidigen.
Im Juli 2021 wurde bekannt, dass sie einem monarchistischen Schriftsteller mit dem Pseudonym Christian Schwochert in der Zeitschrift Deutsche Geschichte. Europa und die Welt von Gert Sudholt ein Interview gegeben hat. Der Autor ist auch für die Deutsche Stimme tätig. Brinker distanzierte sich später von dem Interview und erklärte, sie fühle sich getäuscht.
Brinker war Gast bei einem Treffen mit Rechtsextremen im Sommer 2023. Über ihre Teilnahme gibt es unterschiedliche Darstellungen. Nach eigenen Angaben war sie über die Anwesenheit Sellners überrascht und teilte dessen Thesen nicht. Andere Teilnehmer berichten, dass sie den Abend „sehr genossen“ habe und bis in die späte Nacht dabei gewesen sei.

## Politische Positionen und parlamentarische Aktivitäten

### Rücktritt der Bausenatorin Lompscher
Brinkers parlamentarische Anfrage nach den Bezügen aus Aufsichtsratspositionen von Senatsmitgliedern im August 2020 führte zum Rücktritt von Bausenatorin Katrin Lompscher. Lompscher hatte ihre Bezüge aus Tätigkeiten in Verwaltungs- und Aufsichtsräten von landeseigenen Betrieben in den Jahren 2017 und 2018 nicht versteuert.

### Klimapolitik
Das Scheitern des Volksentscheids zur Klimaneutralität wertete Brinker als positiv: „Ein gültiges Ja wäre verheerend für unsere Stadt gewesen. Gut, dass dieser Kelch an uns vorübergegangen ist“, erklärte sie im Anschluss an die Abstimmung in Berlin. Angst vor dem Klimawandel habe sie nicht, wohl aber davor, dass der Klimawandel benutzt werde, um „die Freiheit der Menschen einzuschränken“. Sie appellierte, Politiker müssten „aufhören, den Menschen Angst zu machen“. Angstpropaganda im Zusammenhang mit dem Klimawandel oder auch mit Corona sei ein falsches Mittel der Politik. Die Politik müsse den Menschen vielmehr „Wege in eine positive Zukunft aufzeigen“. Klimawandel sei „ein natürlicher Prozess, den es immer gab“. 
 Die Klima-Aktivisten, die Straßen blockieren, verurteilt Brinker. Diese Aktionen würden „vielleicht dem Ego dieser Straftäter, aber ganz sicher nicht dem Klima“ nutzen. Ein autofreies Berlin sei aus ihrer Sicht nicht vorstellbar. Um etwas zu erreichen, benötige man „weltweit klare Vereinbarungen“. Allein könne Deutschland nichts erreichen.

### Abschiebung von Straftätern
Brinker setzte sich wiederholt für Abschiebungen von Straftätern ein. „Wir können nicht der Welt sagen, wir haben Platz“, mahnte Brinker vor der Wiederholungswahl im Februar 2023. Brinker kritisiert „die Politik der offenen Grenzen“ und fordert, kriminelle Zuwanderer abzuschieben. „Migranten, die ihr Gastrecht mit Gewalttaten missbrauchen, sollten ausgewiesen werden“, appellierte Brinker im Wahlkampf 2023. Damit spreche sie auch vielen Menschen mit Migrationshintergrund aus dem Herzen. Die Bundesregierung habe Afghanistan und Syrien zu Ländern mit „guter Bleibeperspektive“ erklärt, erläuterte Brinker. Also könne man auch dorthin abschieben.

### Haushaltspolitik: Klima-Sondervermögen
Den Entwurf für den Doppelhaushalt für 2024/25 kritisierte Brinker als „Haushalt auf Pump“. Aus Sicht der AfD-Landes- und Fraktionschefin Kristin Brinker ist das Klima-Sondervermögen nur ein Trick, um die Schuldenbremse zu umgehen. Durch ein Gutachten des wissenschaftlichen Parlamentsdienstes (WPD) sieht sie sich bestätigt. Brinker argumentiert, es bringe dem Klima nichts, wenn Deutschland – erst recht Berlin – große Anstrengungen auf dem Feld unternehme, solange anderswo weiter so gewirtschaftet werde wie bisher. Beim sogenannten Klima-Sondervermögen sieht Brinker einen Verstoß gegen die Verfassung. Solche „Sondervermögen“ seien ein unzulässiger Eingriff in die Haushaltsgesetzgebungskompetenz des Parlaments. „Man häuft eine Unmenge an Schulden an, nach dem Motto: Nach mir die Sintflut!“ Auch der Landesrechnungshof kritisierte den Gesetzentwurf für ein Sondervermögen zum Klimaschutz.

### Solidarität mit Israel
Brinker bekannte sich anlässlich der Terrorangriffe der Hamas auf Israel zur Solidarität mit Israel und verurteilte zugleich die von gewaltverherrlichenden und antisemitischen Straftaten geprägten Demonstrationen in Berlin. „Wir müssen endlich begreifen, woher dieser Hass und diese Gewalt kommen“, sagte die AfD-Fraktionschefin im Abgeordnetenhaus. „Jüdische Einrichtungen müssen besser geschützt werden, die Polizei muss mit mehr Härte auf pro-palästinensische Demonstrationen reagieren.“ Ein Antrag der AfD-Fraktion auf Verbot von der Hamas nahestehenden Gruppen wie Samidoun fand keine Mehrheit. Die AfD-Fraktion hatte einen eigenen Entschließungsantrag eingebracht, der die Abschiebung von Menschen fordert, die zur „fünften Kolonne des palästinensischen Terrors“ herangewachsen seien. Linken-Fraktionschefin Anne Helm widersprach Brinker und forderte, dass auch Trauer und Wut über den Verlust von Angehörigen auf der palästinensischen Seite „besprechbar“ sein müssten.
Zusätzlich forderte Brinker Konsequenzen für die Migrationspolitik: „Die jüngsten antisemitischen Ausschreitungen in Berlin haben uns vor allem eines deutlich vor Augen geführt: Wir erleben einen enormen Anstieg des eingewanderten Antisemitismus“, erklärte sie. Es sei notwendig, streng zu kontrollieren, wer nach Deutschland komme. Außerdem sprach sie sich für verstärkte Ausweisungen aus. „Wer als Bürger eines anderen Landes den Terror gegen Israel gutheißt, hat in Deutschland nichts verloren.“

### Schuldenbremse
In einer Plenardebatte zur Schuldenbremse kritisierte Brinker die „hemmungslose Lust am Schuldenmachen der schwarz-roten Koalition“. Brinker lehnt sowohl eine Reform der Schuldenbremse als auch ein Infrastruktur-Sondervermögen ab, da dadurch kommende Generationen in ihren Gestaltungsmöglichkeiten zu sehr belastet würden. „Geld ist genug da, wir müssen es nur sinnvoll und verantwortlich ausgeben“, erklärte Brinker. Dem Regierenden Bürgermeister Kai Wegner lastete Brinker an, „Geld für links-grüne Vereine“ auszugeben.

## Veröffentlichungen
- Kristin Brinker: Das Bild vom Alter und dessen Einfluß auf die Wohnformen für ältere Menschen im 20. Jahrhundert in Deutschland: eine gesellschaftspolitische und gebäudetypologische Untersuchung. Tenea, Bristol/Berlin 2005, ISBN 978-3-86504-150-0 (Dissertation).